# Classe Nelson (nave da battaglia 1925)
La classe Nelson è stata una classe di navi da battaglia della Royal Navy costruita poco dopo la firma e secondo i dettami del Trattato navale di Washington del 1922. Furono le prime navi da battaglia a venir costruite dopo le classe Revenge, ordinate nel 1913 e furono le uniche nuove corazzate costruite fino alla classe King George V ordinata nel 1936.
Per seguire le limitazioni imposte dal trattato di Washington, queste navi vennero costruite secondo un progetto particolare, con molte innovative soluzioni tecniche. Spesso queste navi sono chiamate anche "le prime navi da battaglia del trattato".
Le due navi della classe vennero battezzate con i nomi di famosi ammiragli britannici: George Brydges Rodney, Primo Barone Rodney, vittorioso nella battaglia delle Saintes del 1781 e Horatio Nelson, vincitore delle battaglie del Nilo  del 1798 e di Trafalgar del 1805.

## Progetto
La battaglia dello Jutland aveva dimostrato la maggiore importanza della potenza di fuoco e della corazzatura rispetto alla velocità delle navi da guerra. Il detto dell'Ammiraglio Jackie Fisher secondo cui "la velocità è corazzatura" si era dimostrato errato. Lo spessore delle corazze e il peso dei proiettili erano ora considerati fondamentali per la vittoria in battaglia.
Le nuove generazioni di navi da guerra britanniche seguirono questa lezione. Dopo la fine della prima guerra mondiale, l'Ammiragliato iniziò a progettare incrociatori da battaglia e navi da battaglia pesantemente armati e decisamente più grandi di tutte le navi precedenti. Gli incrociatori da battaglia classe G3 avrebbero dovuto ricevere cannoni da 406 mm e le navi da battaglia classe N3 nove pezzi da 457 mm, divenendo così le più potenti navi esistenti. La Royal Navy tentava in questo modo di mantenere la sua superiorità navale anche nei confronti delle marine emergenti degli Stati Uniti e del Giappone.
Lo sviluppo delle nuove navi venne bloccato totalmente dal trattato di Washington del 1922, che bloccò la corsa agli armamenti internazionale. I quattro incrociatori da battaglia già ordinati vennero cancellati. Parte dei materiali sarebbe stata riusata per la Nelson e la Rodney. Il trattato obbligava tutte le nazioni a non costruire navi da battaglia con tonnellaggio superiore alle 35.000 long tons (35.560 tonnellate metriche)  e con cannoni del calibro massimo di 406 mm. La Gran Bretagna riuscì a ottenere che in questa cifra non fossero compresi né il carburante né l'acqua necessaria per il funzionamento delle caldaie, anche a causa della vastità dell'Impero britannico che richiedeva un maggiore raggio d'azione della flotta rispetto a nazioni come l'Italia e la Francia. Vennero quindi installate sulle navi protezioni antisiluri piene d'acqua, senza che queste incidessero sui pesi consentiti.

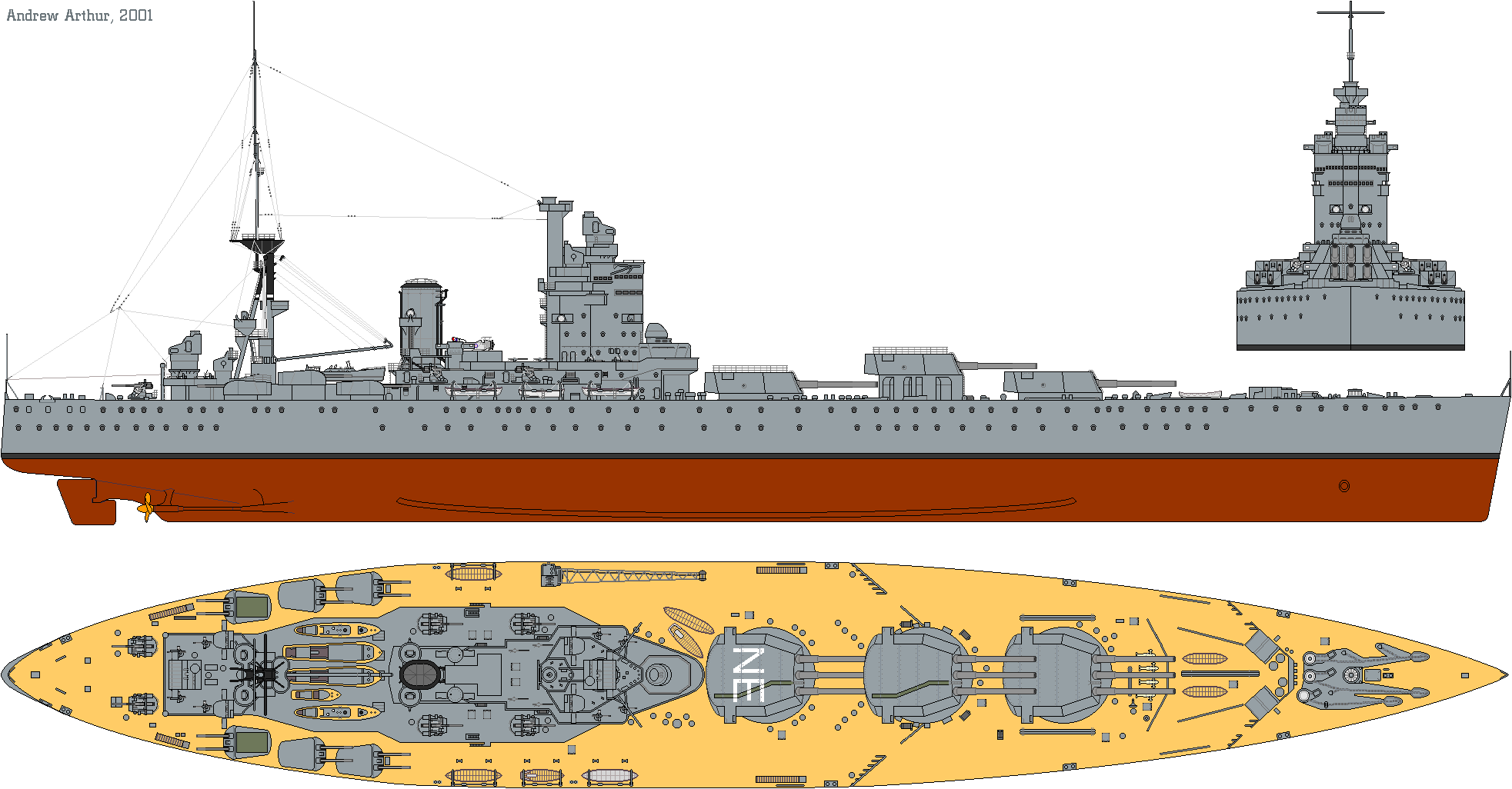
Schema delle Nelson con la peculiare disposizione dell'armamento principale

I limiti imposti dal trattato portarono inevitabilmente a una serie di compromessi nella progettazione delle nuove navi, sacrificando la potenza motrice, e quindi la velocità di punta, per fornire le navi di adeguata corazzatura e armamento. Vennero anche soprannominate Cherry tree class (Classe albero di ciliegio), essendo state abbattute da Washington in riferimento ad un episodio della vita del primo presidente degli Stati Uniti. La necessità di limitare il peso portò alla creazione di un progetto radicalmente nuovo, studiato come evoluzione delle classi G3 ed N3. Per ridurre il peso della corazzatura, tutte le torrette principali vennero montate orientate a prua, rendendo così necessaria una corazzatura meno estesa. Nei progetti G3 ed N3 erano previste due torrette davanti e una dietro la torre di comando, ma nelle Nelson tutte le torri vennero spostate in avanti: la B venne costruita rialzata rispetto alla A mentre la torretta Q si trovava più in basso rispetto alla B che la precedeva, rendendo così impossibile il fuoco diretto di prua e a poppa. Tutto l'armamento secondario, controllato centralmente, venne invece raggruppato a poppa in torrette stagne a livello del ponte principale, mutuando in questo caso i progetti N3 e G3.
Il peso della corazzatura venne anche limitato utilizzando una cintura corazzata interna e inclinata. La pendenza aumentava così la larghezza relativa della protezione rispetto ad un proiettile in arrivo. La disposizione interna era progettata per offrire itinerari a "scarsa resistenza" per convogliare la forza di possibili esplosioni di siluri all'esterno della nave grazie a piastre rimovibili. Questa particolarità progettuale si dimostrò però non utile alla prova dei fatti. Lo scafo esterno delle navi era completamente privo di corazza: lo scafo esterno era pensato per far esplodere i proiettili in arrivo il più lontano possibile dalla corazzatura interna. Questa era disposta secondo il concetto di "all or nothing" (tutto o niente), secondo il quale si alternavano aree ben protette ed aree completamente prive di protezione. Un solo ponte era corazzato per bloccare colpi nemici e bombe sganciate da aerei.
L'apparato motore era di necessità di peso limitato, limitando di conseguenza anche la grandezza e la potenza installata. La propulsione era affidata a due sole eliche, nonostante tutte le navi da battaglia britanniche dalla Dreadnought del 1906 fossero state equipaggiate con quattro. Per evitare che i gas di scarico limitassero la vista dal ponte di comando e dalle sovrastrutture la sala caldaie venne spostata dietro alla sala macchine e i fumi convogliati in un solo fumaiolo, dando anche in questo caso alle navi della classe una caratteristica unica tra le navi da battaglia. Venne particolarmente curata la forma idrodinamica dello scafo per sfruttare al massimo la potenza installata.
La sovrastruttura di forma triangolare conteneva spazi stagni per gli ufficiali di navigazione ed eventuali comandanti imbarcati. Esclusi una torre comando di emergenza alla base e l'osservatorio per la direzione del fuoco situato in cima, la sovrastruttura era scarsamente corazzata per resistere solamente all'impatto di schegge, questo sempre per limitare il peso complessivo. Vennero inoltre utilizzati materiali leggeri per gli interni come ad esempio l'alluminio mentre il ponte venne rivestito di abete anziché di Tek, anche se negli anni successivi si tornò al Tek per paura che una bordata piena potesse danneggiare i ponti. Questa paura venne sfatata durante il combattimento della Rodney con la corazzata tedesca Bismarck durante il quale la nave da battaglia britannica sparò diverse bordate piene senza rimanere in alcun modo danneggiata.
Le Nelson erano quindi un progetto di compromesso tra i limiti del trattato e le necessità di moderne navi da battaglia. Ebbero quindi dei problemi causati dalle innovazioni progettuali: la posizione arretrata delle sovrastrutture causava problemi di manovrabilità in situazioni di vento forte, facendo da vela alla nave e causando difficoltà di manovra soprattutto in porto e a basse velocità. Era anche difficile manovrare durante l'attracco vista la presenza di due sole eliche fuori dal raggio d'azione del timone. A parte questi inconvenienti durante la navigazione non presentavano problemi.
La disposizione della corazzatura inclinata aumentava il pericolo che dei colpi giungessero al di sotto della cintura corazzata. Con il moto ondoso di lato e in situazione di rollio o a causa di un inclinamento della nave causata da un danneggiamento, le navi sarebbero state a rischio di ricevere un colpo fatale al di sotto della protezione. Negli opuscoli informativi diffusi dall'Ammiragliato la corazzatura disegnata era sempre più ampia che nella realtà.

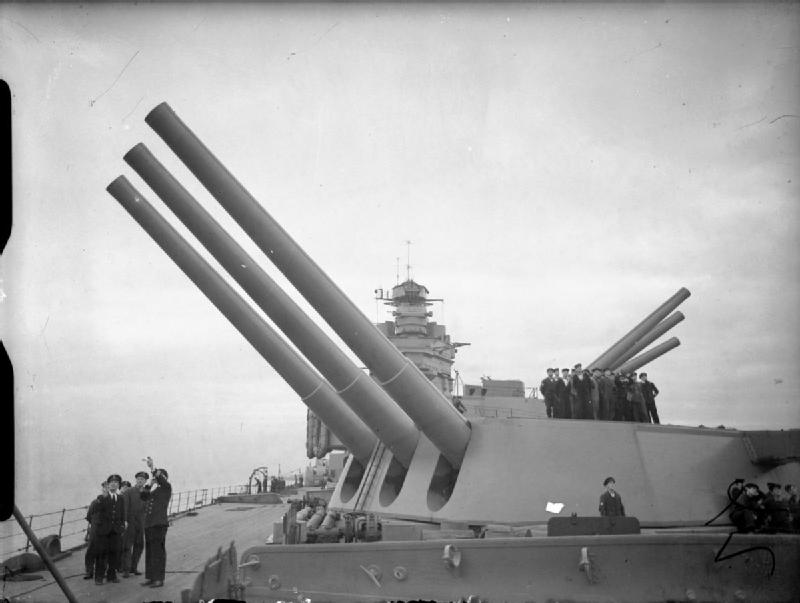
Le torrette trinate installate per la prima volta sulle Nelson

L'armamento principale consisteva di cannoni da 406 mm montati in torrette trinate, anche questa una particolarità tra le navi da battaglia britanniche. Anche i cannoni erano diversi da quelli utilizzati fino ad allora dalla Royal Navy, sparando proiettili leggeri ad alta velocità, come in uso nella marina tedesca, invece di proiettili pesanti a bassa velocità come le navi precedenti. Questo cambiamento fu dovuto a una serie di test effettuati dopo la fine della guerra sull'equipaggiamento tedesco, anche se successivi tentativi mostrarono la scarsa differenza tra le due "scuole di pensiero". Questi cannoni non vennero mai considerati un successo progettuale come i precedenti cannoni da 381 Mk I, soffrendo anche di una considerevole usura della canna e di una forte dispersione dei colpi. Per diminuire questo effetto venne ridotta la velocità iniziale dei proiettili, riducendone però allo stesso tempo la forza di penetrazione. Per risolvere questo problema sarebbe stato necessario produrre un nuovo tipo di proiettile più pesante ma il costo di produzione unito al costo delle modifiche necessarie alle apparecchiature per ospitare proiettili diversi bloccò questa evoluzione. La necessità di ridurre il peso complessivo e l'uso di torrette trinate portarono a una serie di problemi nel sistema di rifornimento e caricamento dei pezzi. La presenza di numerosi meccanismi di sicurezza unita ai materiali leggeri utilizzati per la costruzione significarono una necessità continua di manutenzione per mantenere in efficienza le unità. Le navi vennero anche equipaggiate con il sistema HACS per il controllo delle artiglierie antiaeree e della Admiralty Fire Control Table MK I per il controllo delle artiglierie principali.
Inoltre, lo sparo dei cannoni principali era particolarmente percepito dal ponte di comando disturbando gli ufficiali. Per tentare di minimizzare questo problema era generalmente proibito far fuoco a poppa del traverso. Si cercò di risolvere il problema installando vetro temperato alle finestre ma anche questo veniva mandato in pezzi dal fuoco dei pezzi riempiendo il ponte di detriti.
A causa della loro forma particolare le Nelson vennero soprannominate sarcasticamente Nelsol e Rodnol, ricordando ai marinai la forma di navi petroliere, nella Royal Navy battezzate durante questo periodo con nomi terminanti in "ol".

## Navi
| Nome   | Pennant | Costruttori                                     | Ordinata         | Impostata        | Varata           | Completata      | Destino                                                                                 |
| ------ | ------- | ----------------------------------------------- | ---------------- | ---------------- | ---------------- | --------------- | --------------------------------------------------------------------------------------- |
| Nelson | 28      | Sir W. G. Armstrong Whitworth & Company, Walker | 11 dicembre 1922 | 28 dicembre 1922 | 3 settembre 1925 | 15 agosto 1927  | Venduta il 19 marzo 1948, arrivata ad Inverkeithing 15 marzo 1949 per la demolizione    |
| Rodney | 29      | Cammell Laird & Company, Birkenhead             | 11 dicembre 1922 | 28 dicembre 1922 | 17 dicembre 1925 | 7 dicembre 1927 | Venduta il 19 marzo 1948, arrivata ad Inverkeithing il 26 marzo 1948 per la demolizione |